# Kane Douglas

a Compétitions nationales et continentales officielles uniquement.

b Matchs officiels uniquement.
Dernière mise à jour le 8 juillet 2024.
Kane Douglas, né le 1er juin 1989 à Maclean (Australie), est un joueur international australien de rugby à XV qui évolue au poste de deuxième ligne. 

## Biographie
Il joue avec les Wallabies à partir de 2012, s'inclinant en finale de la Coupe du monde 2015.
Après avoir évolué avec les Waratahs en  Super 15, il rejoint la province irlandaise du Leinster lors de la saison 2014-2015 avant de retourner en Australie, pour évoluer avec les Queensland Reds.
En 2018, il rejoint l'Union Bordeaux Bègles où il est mis en concurrence avec Jandré Marais et Cyril Cazeaux. 
En milieu de saison 2021-2022, il prolonge son contrat avec l'UBB de deux ans, soit jusqu'en 2024,.
Le 28 juin 2024, il est remplaçant en finale du Top 14, organisée exceptionnellement au Stade Vélodrome de Marseille, face au Stade toulousain. Les bordelais ne parviennent pas à inquiéter les toulousains et s'inclinent sur le large score de 59 à 3.
Il s'engage avec le Stade rochelais pour la saison 2024-2025.

## Statistiques en équipe nationale
Kane Douglas compte 31 sélections avec les Wallabies, dont 22 en tant que titulaire, depuis le 15 septembre 2012 à Gold Coast face au Argentine.
Il participe à deux  éditions du Rugby championship, en 2012, 2013 et 2016. Il dispute onze rencontres.
Il dispute une édition de la coupe du monde, lors de l'édition 2015 où il participe aux rencontres face aux Fidji, à l'Uruguay, l'Angleterre, le pays de Galles, l'Écosse, l'Argentine et la Nouvelle-Zélande.